# Dryopteris crassirachis
Dryopteris crassirachis är en träjonväxtart som först beskrevs av Ren-Chang Ching, och fick sitt nu gällande namn av Li Bing Zhang. Dryopteris crassirachis ingår i släktet Dryopteris och familjen Dryopteridaceae. Inga underarter finns listade.